# Vysočany (Blansko)
Vysočany è un comune della Repubblica Ceca facente parte del distretto di Blansko, in Moravia Meridionale.